# Leave-Me-Alone-Box

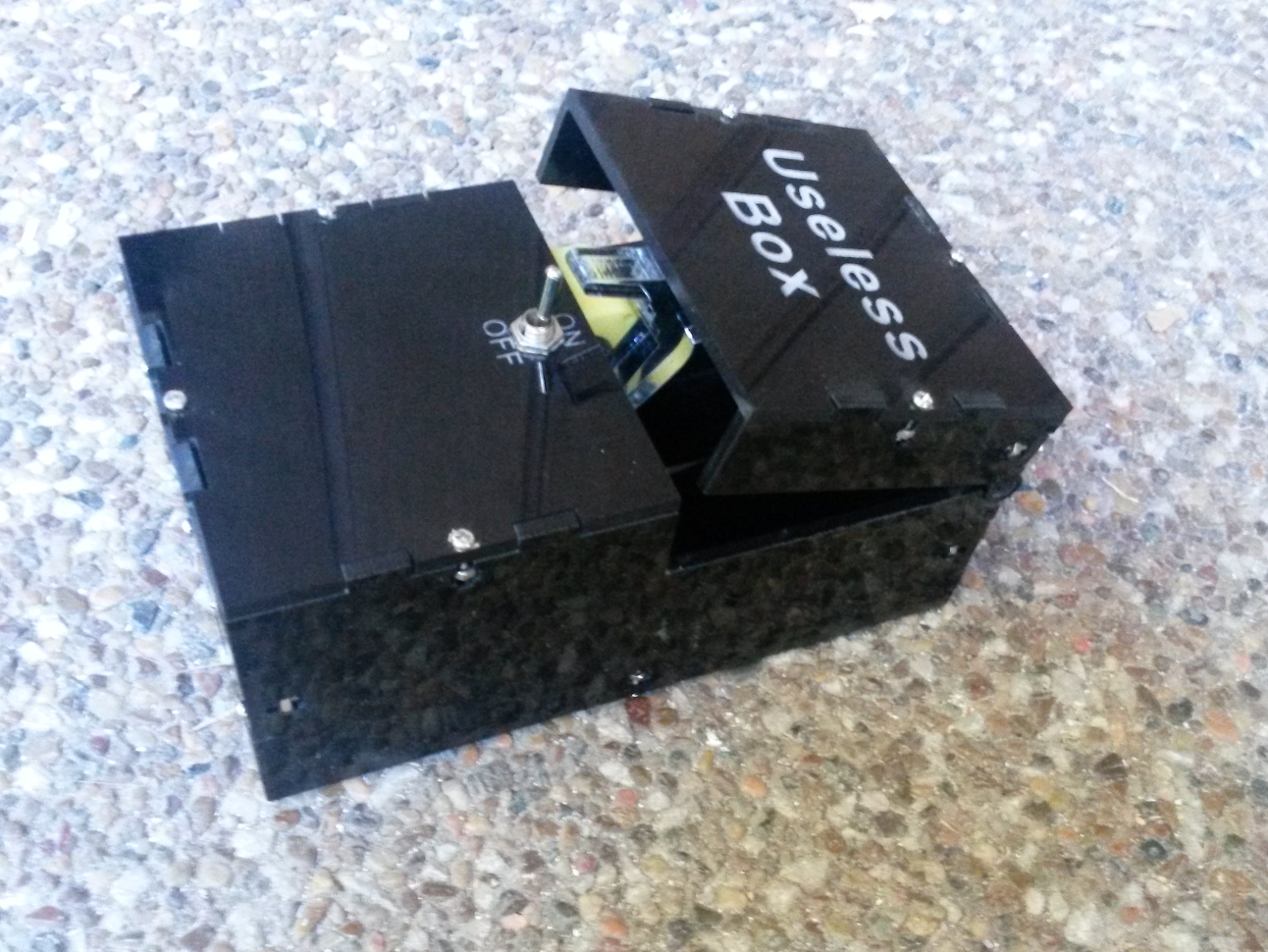
Leave Me Alone Box

Die Leave-Me-Alone-Box (deutsch Lass-mich-in-Ruhe-Box), auch Useless Box (deutsch: sinnlose Box) oder The Ultimate Machine (deutsch: Die ultimative Maschine), ist eine Maschine, deren einziger Zweck es ist, sich selbst abzuschalten. Dies wird oftmals realisiert durch einen  Hebel, der von einem aus der Box kommenden Arm betätigt wird. Derartige sinnlose Maschinen dienen in der Regel als Spielzeug oder Kuriosität.

## Variationen
Es gibt verschiedene Sonderformen der Box. In einer der bekanntesten wird der Hebel abwechselnd von zwei Armen hin- und hergekippt. In einer anderen gibt es mehrere Hebel, die von einem Arm zurückgedrückt werden, der dazu zu dem entsprechenden Hebel fährt.